# Patrouille Suisse
Patrouille Suisse – zespół akrobacyjny Sił Powietrznych Szwajcarii. Nazwa zespołu wywodzi się od nazwy wcześniej powstałego zespołu akrobacyjnego Patrouille de France. Początkowo grupa używała samolotów Hawker Hunter jednak w roku 1994 zespół zamienił wysłużone Huntery na nowoczesne lekkie samoloty myśliwskie Northrop F-5E Tiger II pomalowane w narodowe barwy z białym krzyżem na spodzie samolotu i wyposażone w tzw. wytwornicę dymów. Oprócz Patrouille Suisse w Szwajcarii bazuje również zespół akrobacyjny PC-7 Team.

## Skład zespołu[1]
Tiger 0 - LT COL Nils "Jamie" Hammerli - Dowódca
Tiger 1 - MAJ Michael "Pupi" Duft - Lider
Tiger 2 - CAPT Serim "Salim" Wetli - Prawoskrzydłowy
Tiger 3 - MAJ David "Pepe" Pereira - Lewoskrzydłowy
Tiger 4 - CAPT Claudius "Mac" Meier - Zamykający
Tiger 5 - MAJ Lukas "Bigfoot" Nannini - 2 solista
Tiger 6 - Maj Martin "Jaydee" Schar - 1 solista
Tiger 7 - COL Christian "Trotti" Trottmann - Komentator
Tiger 8 - SPEC OF Yanik "Nik" Varley - Komentator
Tiger 9 - CAPT Jody Bolomey - Komentator

Patrouille Suisse podczas pokazów

Tiger 10 - Flatty - Maskotka

## Skład zespołu

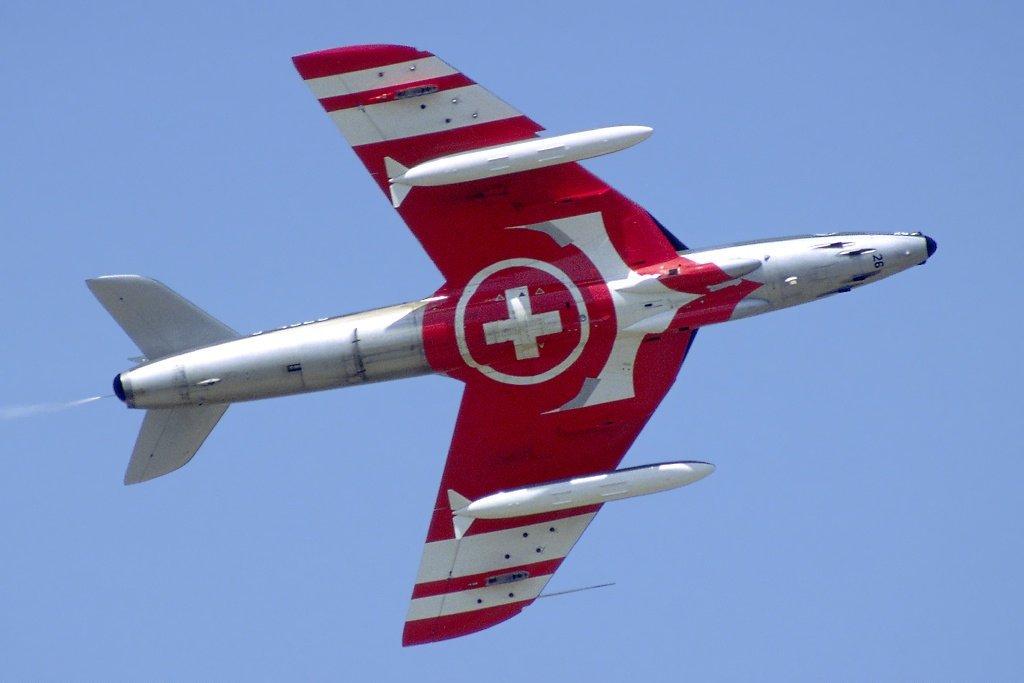
Hawker Hunter w barwach Patrouille Suisse

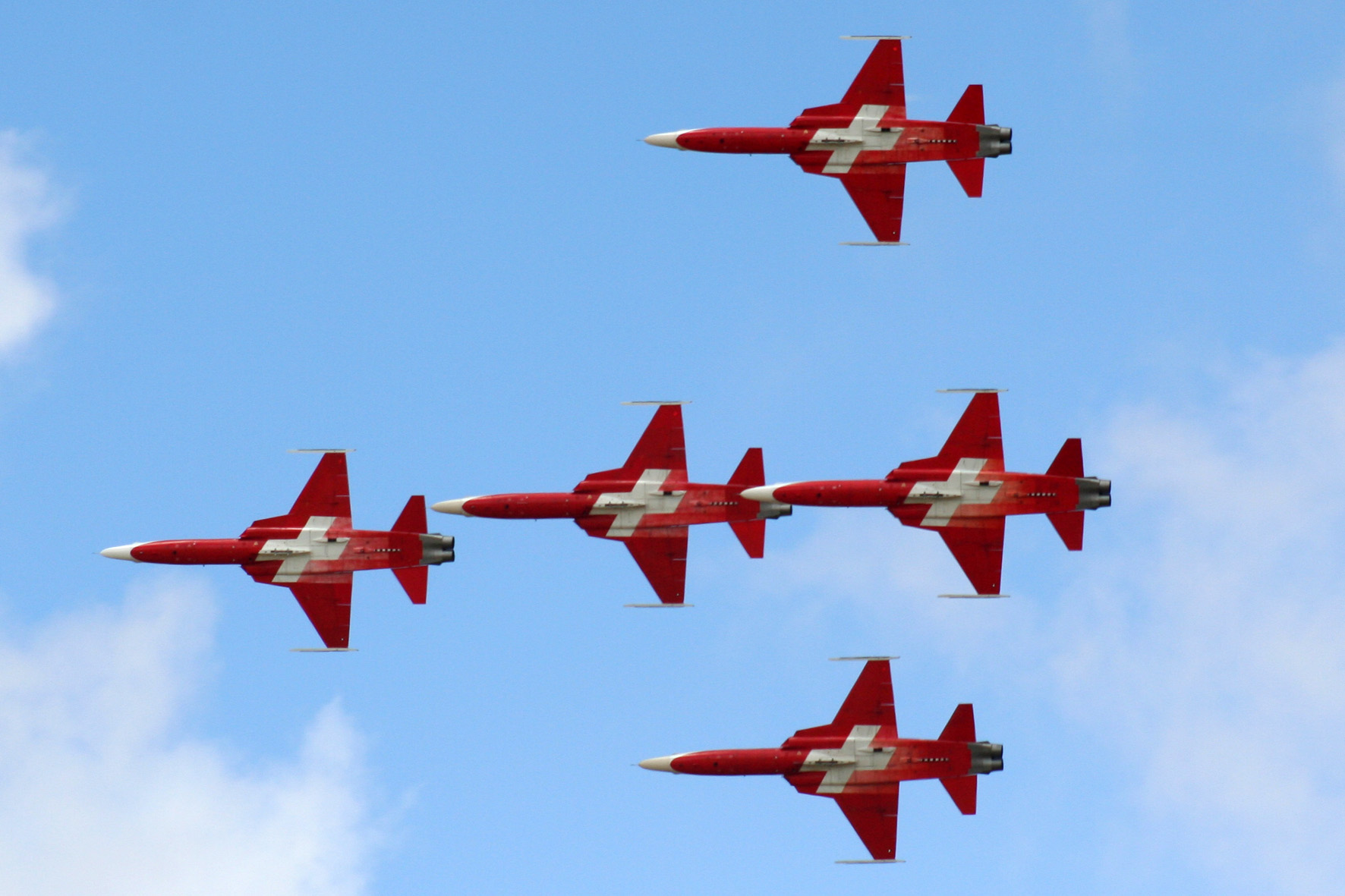
F-5 zespołu w obecnym malowaniu

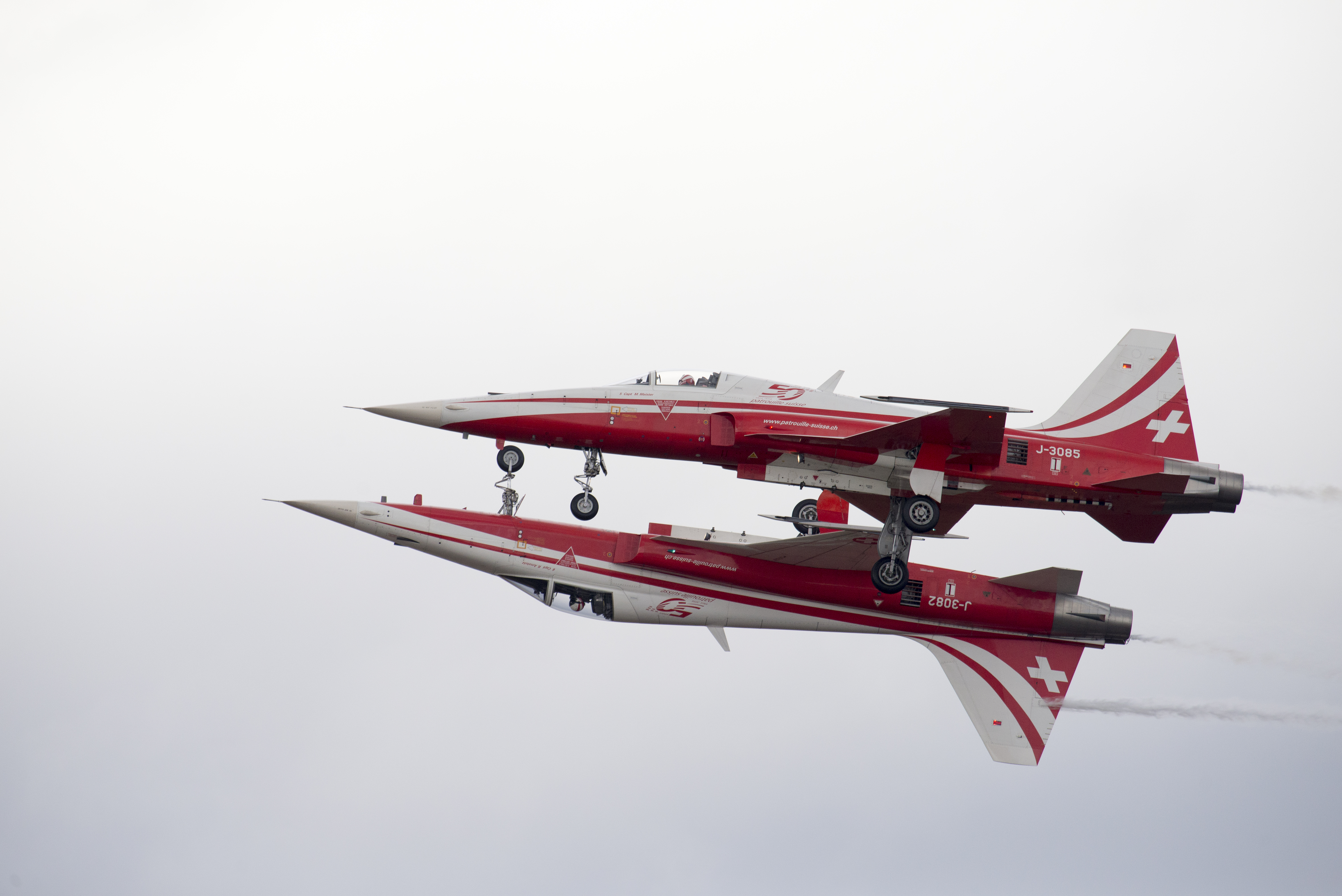
Dwa F-5

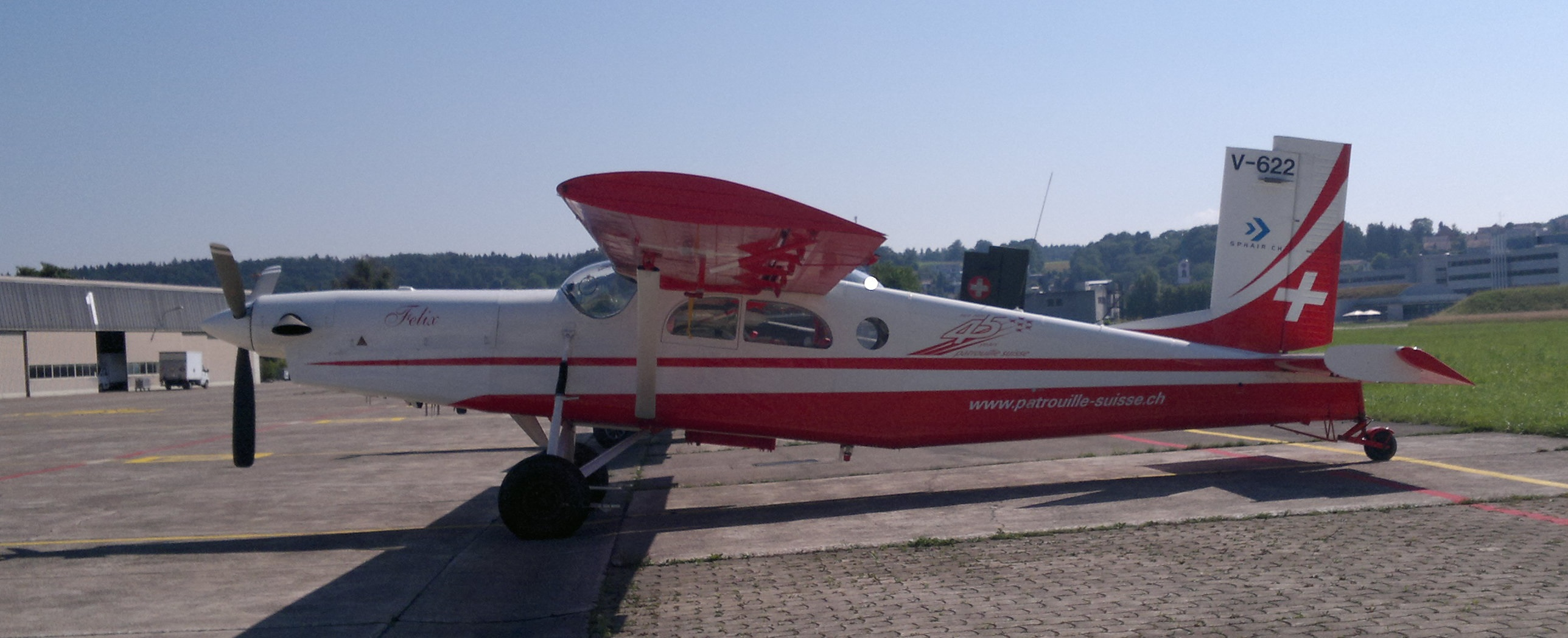
Patrouille Suisse PC-6 V-622 „Felix”

## Historia
Początki latania akrobacyjnego w Szwajcarskich Siłach Powietrznych sięgają 1959 roku, gdy poproszono jednostkę Überwachungsgeschwader o wyszkolenie czterech pilotów latających na co dzień samolotami Hawker Siddeley Hunter F Mk.58 do wykonywania pokazów w powietrzu. Intensywność pokazów zwiększyła się wraz z przypadającą na 1964 rok pięćdziesiątą rocznicą powstania Sił Powietrznych Szwajcarii i odbywającą się wówczas w Szwajcarii wystawą EXPO64. Oficjalnie zespół akrobacyjny Patrouille Suisse został powołany do życia 22 sierpnia 1964 roku w składzie czterech samolotów Hunter. W 1970 roku liczba samolotów biorących udział w pokazach zwiększona została do pięciu maszyn. Przez pierwszy okres swojego istnienia miejsca, w których zespół prezentował swoje umiejętności, ograniczone były tylko do własnego terytorium. Dopiero w 1978 roku miał miejsce zagraniczny debiut: obchodzący swoje 25-lecie francuski zespół Patrouille de France zaprosił swoich szwajcarskich kolegów do Salon-de-Provence. We Francji grupa zaprezentowała pokaz, w którym uczestniczyło sześć samolotów i w takiej liczbie grupa lata do dziś. Do 1991 roku Huntery, na których latała grupa, pomalowane były w standardowy kamuflaż, używany w siłach powietrznych; jedynym wyróżnikiem był niewielki emblemat zespołu umieszczony pod kabiną. Gdy w 1991 roku uroczyście obchodzono 700-lecie istnienia Konfederacji Szwajcarskiej, biorące udział w pokazach samoloty na dolnych powierzchniach otrzymały duży biało-czerwony symbol nawiązujący do barw narodowych. W 1994 roku zespół po raz ostatni wykonywał pokazy na Hunterach, od 1995 roku do użycia weszły pozostające do dziś samoloty F-5E Tiger II. Rok później, w 1996 roku pokazy zostały urozmaicone dzięki zainstalowaniu na samolotach wytwornic dymu, zwiększających atrakcyjność prezentacji.
W skład zespołu wchodzi sześciu pilotów, dowódcy grupy, dwóch komentatorów i zespół obsługi naziemnej. Na co dzień piloci pełnią normalną służbę liniową, pokazom i przygotowaniom do nich poświęcając około 30% czasu swojej pracy. Nowych kandydatów dobierają wszyscy członkowie grupy.
Oficjalną maskotką grupy mającą „wylatane” najwięcej godzin na pokazach lotniczych jest pluszowa zabawka Flat Eric, zwany również „Flatty”. Flatty posiada własną książkę lotów i identyfikator. Zdziwienie może budzić kombinezon w jakim uczestniczy w lotach Flat Eric, lata on bowiem w czerwonym, dopasowanym kombinezonie zespołu Red Arrows. W 2004 roku Flatty został „porwany” przez członków brytyjskiego zespołu goszczącego w Szwajcarii i zwrócony dopiero rok później, ale już w standardowym kombinezonie brytyjskiej grupy, w którym lata do dzisiaj.
Obecnie grupa lata na sześciu maszynach F-5E Tiger II z dwunastu jakie są do dyspozycji. Wszystkie pomalowane są w biało-czerwone barwy. O ile samolot nie jest wykorzystywany przez zespół, pełni normalną służbę w jednostce linowej w niezmienionej barwie. Dziesięć F-5 ma usunięte jedno z dwóch działek, a na jego miejscu zamontowana jest wytwornica dymu. Podczas pokazów używany jest tylko jeden, biały kolor dymu. Zespół latający wspierany jest przez niewielką liczbę członków personelu naziemnego – 26 osób. W Szwajcarskich Siłach Powietrznych piloci nie sprawdzają swoich maszyn przed rozpoczęciem lotu, dlatego też cała odpowiedzialność za przygotowanie samolotu do wykonania zadania jest w rękach obsługi naziemnej. Do zadań łącznikowych grupa wykorzystuje pomalowany w barwy zespołu samolot Pilatus PC-6 o nazwie własnej „Felix”.
W 2016 roku planowane było wycofanie samolotów F-5 w Siłach Powietrznych Szwajcarii i zastąpienie ich nowszymi Saab JAS 39 Gripen. Odrzucono jednak ten pomysł w referendum z maja 2014 roku. Zagroziło to istnieniu grupy, gdyż ilość wdrażanych F/A-18 nie była wystarczająca, aby oddelegować część samolotów, a starzejące się F-5 pozostają obecnie w liczbie 36 sztuk po skreśleniu ze staniu 10 samolotów z powodu mikropęknięć.
9 czerwca 2016 roku doszło do pierwszego w historii zespołu wypadku. Tego dnia około godziny 16.15, podczas treningu do mających się odbyć w dniach 10–11 czerwca pokazów w holenderskiej bazie Leeuwarden pokazów, doszło do kolizji w powietrzu dwóch szwajcarskich F-5. Manewry w powietrzu wykonywała formacja składająca się z czterech maszyn. Dwie sąsiadujące ze sobą zderzyły się. Samolot lewoskrzydłowego grupy (n/b J-3086), za którego sterami siedział Michael „Pipi” Duft spadł do jeziora niedaleko miejscowości Beetgum. Pilot zdołał się bezpiecznie katapultować, ale podczas lądowania na spadochronie doznał niewielkich obrażeń (złamana kość stopy). Drugi z uczestniczących w wypadku pilotów, siedzący za sterami samolotu n/b J-3088, zdołał go bezpiecznie sprowadzić na lotnisko Leeuwarden pomimo znacznej utraty powierzchni prawego usterzenia poziomego (2/3 powierzchni odpadło).